# ランスティングヴェステルノールランド
ランスティングヴェステルノールランド (Landstinget Västernorrland) はヴェステルノールランド県の公衆衛生と医療、交通、文化事業を主に担当するランスティングである。ランスティング議会(landstingsfullmäktige)の定数は77名。会派は中央の議会に議席を有する政党のうち、スウェーデン民主党を除く7党と、地元政党の看護・医療党で構成されている。第一党はスウェーデン社会民主労働党で、全議席中32議席を占める。